# Todd Witsken
Todd Witsken, né le 4 novembre 1963 à Indianapolis et mort le 25 mai 1998, est un joueur de tennis professionnel américain.

## Parcours dans les tournois duGrand Chelem

### En simple
| Année | Open d'Australie | Open d'Australie | Internationaux de France | Internationaux de France | Wimbledon       | Wimbledon       | US Open         | US Open     |
| ----- | ---------------- | ---------------- | ------------------------ | ------------------------ | --------------- | --------------- | --------------- | ----------- |
| 1986  | —                | —                | 1er tour (1/64)          | E. Sánchez               | 2e tour (1/32)  | D. Pate         | 1/8 de finale   | M. Šrejber  |
| 1987  | —                | —                | 1er tour (1/64)          | M. Mečíř                 | 1er tour (1/64) | S. Shaw         | 2e tour (1/32)  | E. Sánchez  |
| 1988  | 1/4 de finale    | I. Lendl         | 2e tour (1/32)           | J. Hlasek                | —               | —               | 1er tour (1/64) | J. Svensson |
| 1989  | —                | —                | 2e tour (1/32)           | F. Roig                  | 2e tour (1/32)  | G. Holmes       | 2e tour (1/32)  | Y. Noah     |
| 1990  | 1er tour (1/64)  | B. Orešar        | 1er tour (1/64)          | C. Bergström             | —               | —               | 3e tour (1/16)  | K. Curren   |
| 1991  | 2e tour (1/32)   | J. Berger        | 1er tour (1/64)          | J. Connors               | 1er tour (1/64) | C. van Rensburg | 2e tour (1/32)  | M. Chang    |
| 1992  | 1er tour (1/64)  | N. Kulti         | —                        | —                        | 1er tour (1/64) | A. Thoms        | 2e tour (1/32)  | C. Pioline  |
| 1993  | 3e tour (1/16)   | C. Garner        | 1er tour (1/64)          | R. Gilbert               | —               | —               | —               | —           |

N.B. : à droite du résultat se trouve le nom de l'ultime adversaire.

### En double
| Année | Open d'Australie             | Open d'Australie           | Internationaux de France     | Internationaux de France | Wimbledon                  | Wimbledon                 | US Open                     | US Open                |
| ----- | ---------------------------- | -------------------------- | ---------------------------- | ------------------------ | -------------------------- | ------------------------- | --------------------------- | ---------------------- |
| 1986  | —                            | —                          | 1/8 de finale J. Lozano      | H. Günthardt P. McNamee  | 2e tour (1/16) J. Lozano   | J. Hlasek P. Složil       | 1er tour (1/32) J. Lozano   | J. Fitzgerald T. Šmíd  |
| 1987  | —                            | —                          | 2e tour (1/16) M. Freeman    | L. Warder B. Willenborg  | —                          | —                         | 1/4 de finale J. Lozano     | S. Edberg A. Järryd    |
| 1988  | 1/8 de finale T. Wilkison    | M. Davis B. Drewett        | 1/4 de finale J. Lozano      | W. Masur M. Woodforde    | —                          | —                         | 1/2 finale J. Lozano        | S. Casal E. Sánchez    |
| 1989  | —                            | —                          | 1er tour (1/32) D. Rostagno  | M. Mečíř B. Stankovič    | 1er tour (1/32) J. Lozano  | K. Evernden J. Kriek      | 2e tour (1/16) J. Lozano    | P. Galbraith B. Garrow |
| 1990  | 2e tour (1/16) J. Lozano     | B. Drewett W. Masur        | 1/4 de finale J. Lozano      | J. Grabb P. McEnroe      | —                          | —                         | 1er tour (1/32) J. Lozano   | C. Beckman L. Jensen   |
| 1991  | 2e tour (1/16) P. Galbraith  | T. Woodbridge M. Woodforde | 1er tour (1/32) P. Galbraith | S. DeVries D. Macpherson | 1/4 de finale P. Galbraith | J. Fitzgerald A. Järryd   | 2e tour (1/16) P. Galbraith | R. Båthman R. Bergh    |
| 1992  | 1er tour (1/32) P. Galbraith | M. Schapers D. Vacek       | 2e tour (1/16) K. Flach      | M. Briggs T. Kronemann   | 1/8 de finale K. Flach     | P. Haarhuis M. Koevermans | 2e tour (1/16) K. Flach     | P. McEnroe J. Stark    |
| 1993  | 1er tour (1/32) S. Davis     | S. Cannon S. Melville      | 2e tour (1/16) W. Ferreira   | B. Pearce B. Talbot      | 2e tour (1/16) B. Shelton  | J. Bates B. Black         | —                           | —                      |

N.B. : le nom du ou de la partenaire se trouve sous le résultat ; le nom des ultimes adversaires se trouve à droite.